# Talian
El talian (o véneto riograndense) es una variante —mezclada con otros idiomas italianos— de la lengua véneta (lengua del norte de Italia considerada dialecto italiano hasta 2008), hablada sobre todo en la región de la Sierra Gaúcha, en el Estado de Río Grande del Sur y en el oeste de Santa Catarina mayormente, pero también en Colombo, Paraná; todos ellos en el sur de Brasil. El nombre deriva de "i(talian)o" y es la forma dialectal que se usa en la región del Véneto para referirse a la lengua italiana.

## Características
Los emigrantes italianos del Véneto empezaron a llegar a la región a finales del siglo XIX. En aquella época, la escasa escolarización y el analfabetismo generalizado entre las clases italianas más humildes hacía que el uso de las variedades dialectales —exclusivamente orales— de los idiomas italianos regionales fuera predominante, en el contexto familiar e informal, sobre el idioma italiano.  Los italianos que emigraban a Brasil eran de diferentes partes de Italia, pero en el sur de Brasil predominaron los emigrantes del noreste de la península itálica. De ellos, la gran mayoría hablaba variantes de la lengua véneta.
La lengua, con el transcurso del tiempo, fue sufriendo influencias, debido a su contacto con otros dialectos de emigrantes italianos, pero sobre todo con la gran influencia del portugués de Brasil. No obstante, aunque el talian sea muy próximo a otros dialectos del Véneto (como el "Veneto da Mar" de Dalmacia), tanto oral como gramaticalmente, las influencias externas harán nacer en el sur de Brasil el dialecto ítalo-brasileño, el cual fue llamado "talian".
A pesar de lo anterior, en Brasil el talian no se considera un dialecto criollo del italiano dado que no es una derivación del idioma italiano, sino una variante de una lengua italiana (el véneto), por lo que se lo considera una variante brasileña de la lengua véneta. Del mismo modo que el riograndenser hunsrückisch es un idioma hablado por descendientes de alemanes en el sur del Brasil, el talian no se considera una lengua extranjera en el país. Se trataría de una lengua brasileña, pero solamente posee cierto estatus de lengua cooficial en algunos municipios y localidades de los Estados Santa Catarina y Rio Grande do Sul.
En Italia, la Accademia della Crusca —órgano oficial del italiano— considera el véneto un dialecto italiano (en el sentido de ser una variante de una lengua de Italia: el Véneto, pero no un derivado del idioma italiano) y, por consiguiente, el talian viene a ser oficialmente considerado en Italia como un dialecto italiano (en el sentido de ser un dialecto de una de las lenguas de Italia) hablado en Brasil.

Municipios de Brasil en los que el "talian" es oficial, en el Rio Grande do Sul

Municipios brasileños que poseen como lengua cooficial al talian o dialecto véneto
- Antônio Prado
- Bento Gonçalves
- Camargo
- Caxias do Sul
- Fagundes Varela
- Flores da Cunha
- Guabiju
- Ipumirim
- Ivorá
- Nova Erechim
- Nova Pádua
- Nova Roma do Sul
- Paraí
- Serafina Corrêa
- Barão[5]

Estados brasileiros en los que el talian tiene status de patrimonio lingüístico
- Santa Catarina
- Rio Grande do Sul

El uso del idioma véneto/talian declinó desde la década de 1940, cuando el gobierno nacionalista de Getúlio Vargas prohibió su uso en Brasil, tanto escrito, como oral. Hablar italiano o véneto en lugares públicos y privados en Brasil era considerado ofensivo y una falta de patriotismo, por lo que los italianos y vénetos y sus descendientes fueron conminados al estudio del portugués. Los hablantes vivían aislados en zonas rurales y de este modo los emigrantes que habitaban Sierra Gaúcha fueron uno de los pocos grupos que lograron preservar el véneto en Brasil.
No se sabe a ciencia cierta el número de hablantes de talian en Brasil. Hay cifras estimativas que sitúan el número de italoparlantes en unos 500.000, la mayoría de los cuales bilingües con el portugués. Actualmente, el Gobierno brasileño está empeñado en rescatar el talian en las regiones pobladas por italianos y sus descendientes en el sur de Brasil, incluyéndola en las lenguas enseñadas a nivel escolar; inclusive el italiano como tal. En algunos pequeños municipios de Sierra Gaúcha y del Oeste Catarinense, algunas emisoras de radio locales retransmiten algunas horas de su programación en talian.
El municipio de Serafina Correa —donde sus 17000 habitantes son en un 70 % de origen italiano— decretó el uso del talian como lengua cooficial junto con la lengua portuguesa en mayo de 2015 y ha sido declarado desde entonces Capital nacional del talian.